# بير باك جنسن
بير باك جنسن (بالدنماركية: Per Bak Jensen)‏ هو مصور دنماركي، ولد في 22 أبريل 1949 في كوبنهاغن في الدنمارك.